# Leucaspis greeni
Leucaspis greeni är en insektsart som beskrevs av Brittin 1937. Leucaspis greeni ingår i släktet Leucaspis och familjen pansarsköldlöss. Inga underarter finns listade i Catalogue of Life.